# Leucas anandaraoana
Leucas anandaraoana là một loài thực vật có hoa trong họ Hoa môi. Loài này được Umam.Rao & P.Daniel mô tả khoa học đầu tiên năm 1999 publ. 2000.